# Spherillo scamnorum
Spherillo scamnorum is een pissebed uit de familie Armadillidae. De wetenschappelijke naam van de soort is voor het eerst geldig gepubliceerd in 1938 door Karl Wilhelm Verhoeff.